# Алексі Ґревол
Алексі Ґревол (англ. Alexi Grewal, 8 вересня 1960) — американський велогонщик.
Олімпійський чемпіон 1984 року в груповій шосейній гонці.